# Neligh, Nebraska
Neligh, Nebraska (енгл. Neligh) град је у америчкој савезној држави Небраска.

## Демографија
По попису из 2010. године број становника је 1.599, што је 52 (-3,1%) становника мање него 2000. године.
| Група             | 2000.         | 2010.         |
| Белци             | 1.623 (98,3%) | 1.512 (94,6%) |
| Афроамериканци    | 0 (0,0%)      | 4 (0,3%)      |
| Азијати           | 0 (0,0%)      | 6 (0,4%)      |
| Хиспаноамериканци | 24 (1,5%)     | 67 (4,2%)     |
| Укупно            | 1.651         | 1.599         |